# Château-Renard
Château-Renard är en kommun i departementet Loiret i regionen Centre-Val de Loire strax norr Frankrikes mitt. Kommunen ligger i kantonen Château-Renard som tillhör arrondissementet Montargis. År 2022 hade Château-Renard 2 108 invånare.

## Befolkningsutveckling
Antalet invånare i kommunen Château-Renard
| Referens: INSEE |